# Люлін (гора)
Люлін — гора в західній частині Болгарії, на кордоні між міською областю Софія, Софійською областю і Перницькою областю, частиною Завалсько-Планського гірського хребта Средногор'я.

## Географія
Гора розташована між Софійською котловиною на північному сході, Брезницькою котловиною на заході і Перницькою котловиною на південному заході. На північному заході Радуйською сідловиною (830 м) пов'язана з горою Віскяр, і на південному сході Владайською сідловиною з'єднується з Вітошою. Довжина між̀ двома сідловинами становить близько 20 км, ширина 12-13 км.

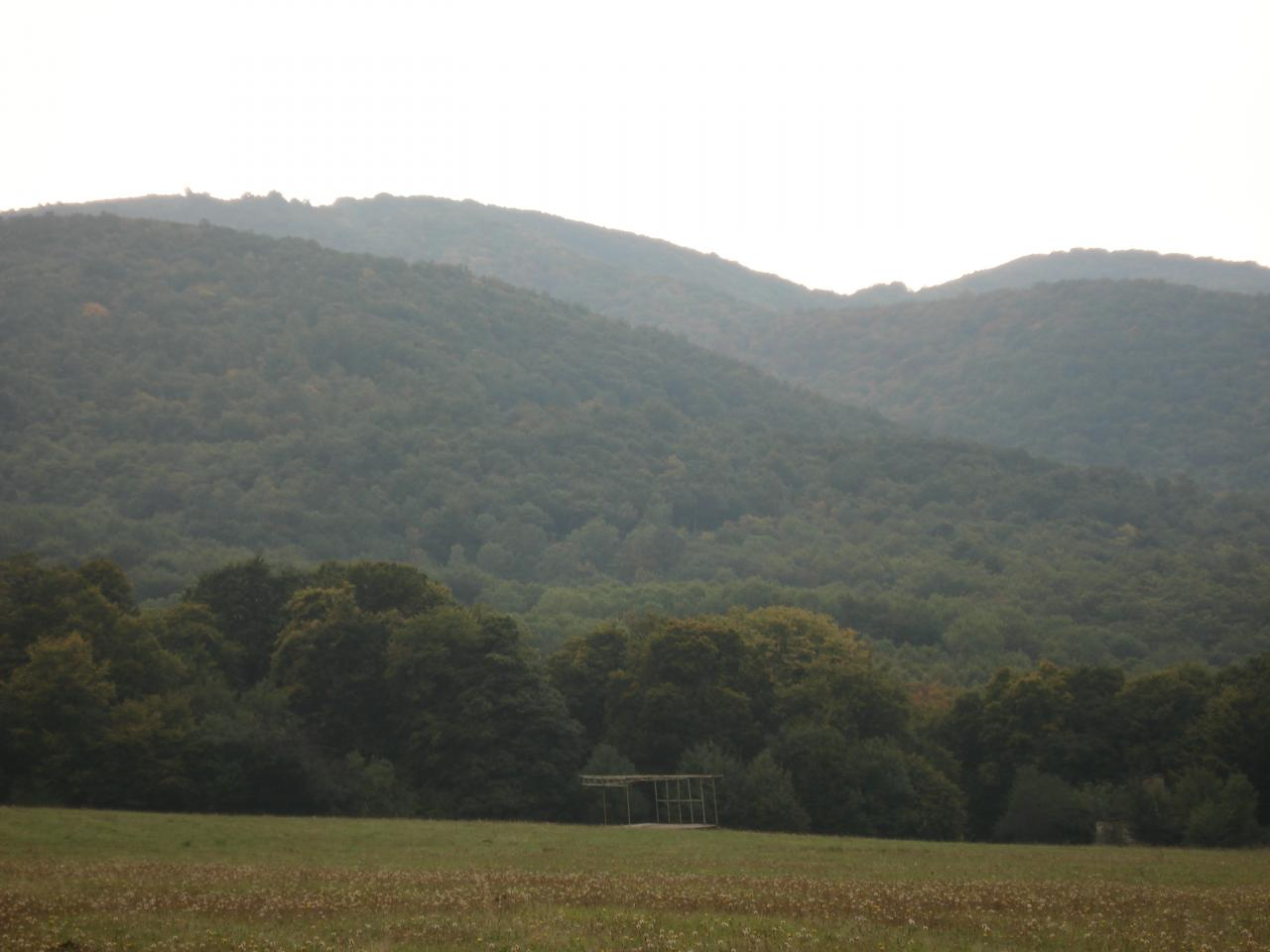
Вершини Дупевиця і Добринова скеля

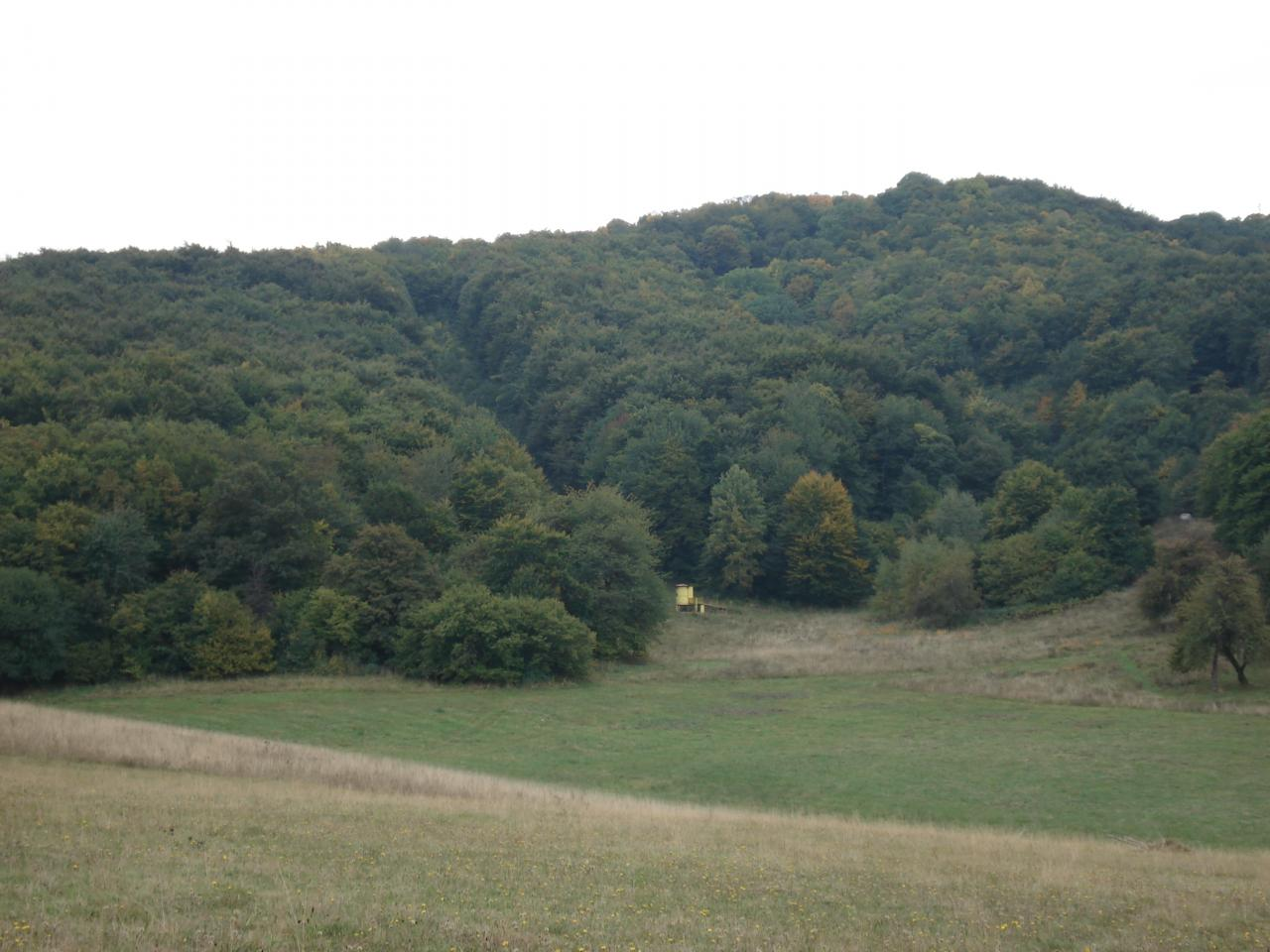
«Монастирські поляни»

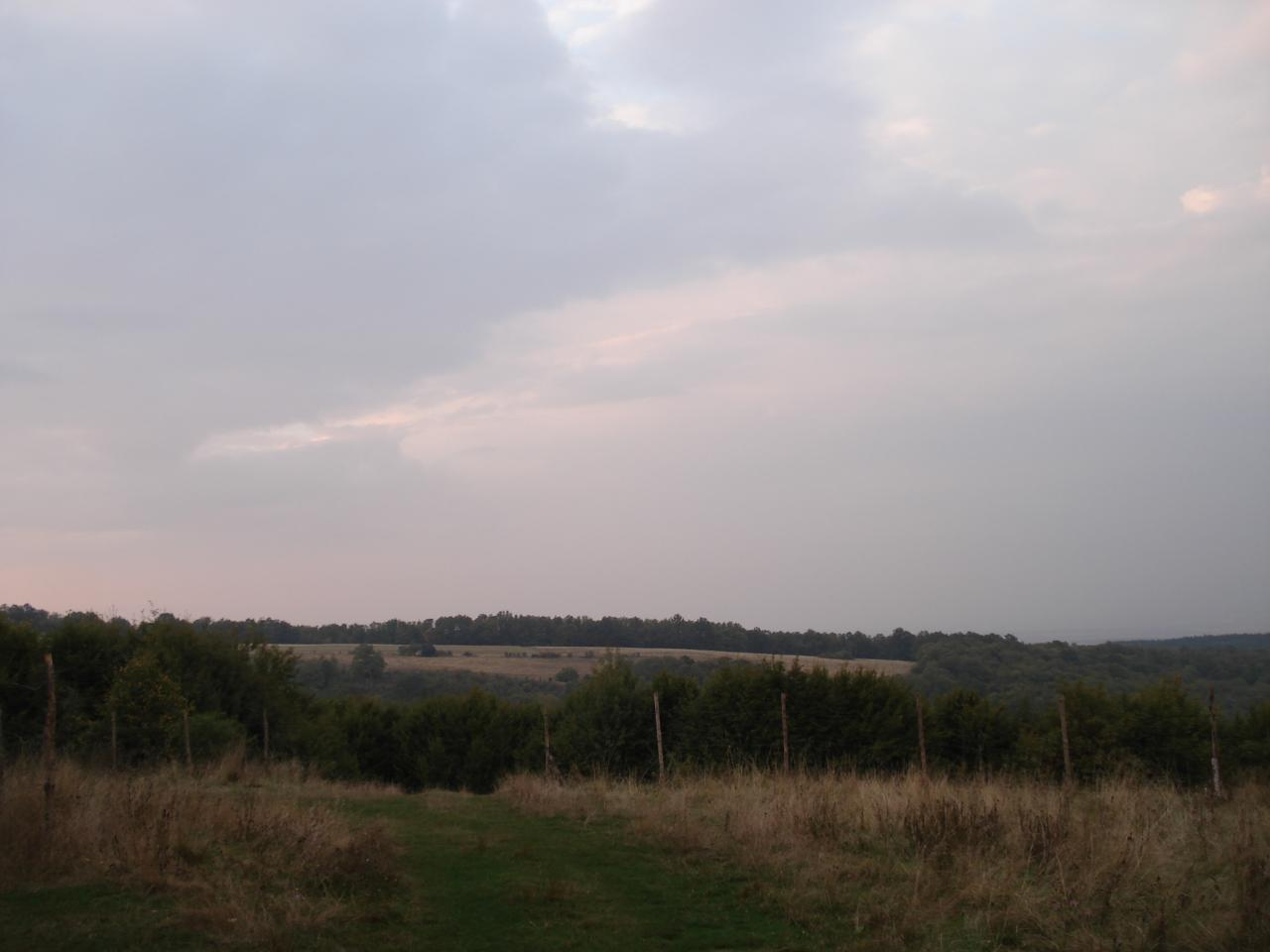
Люлінський хребет

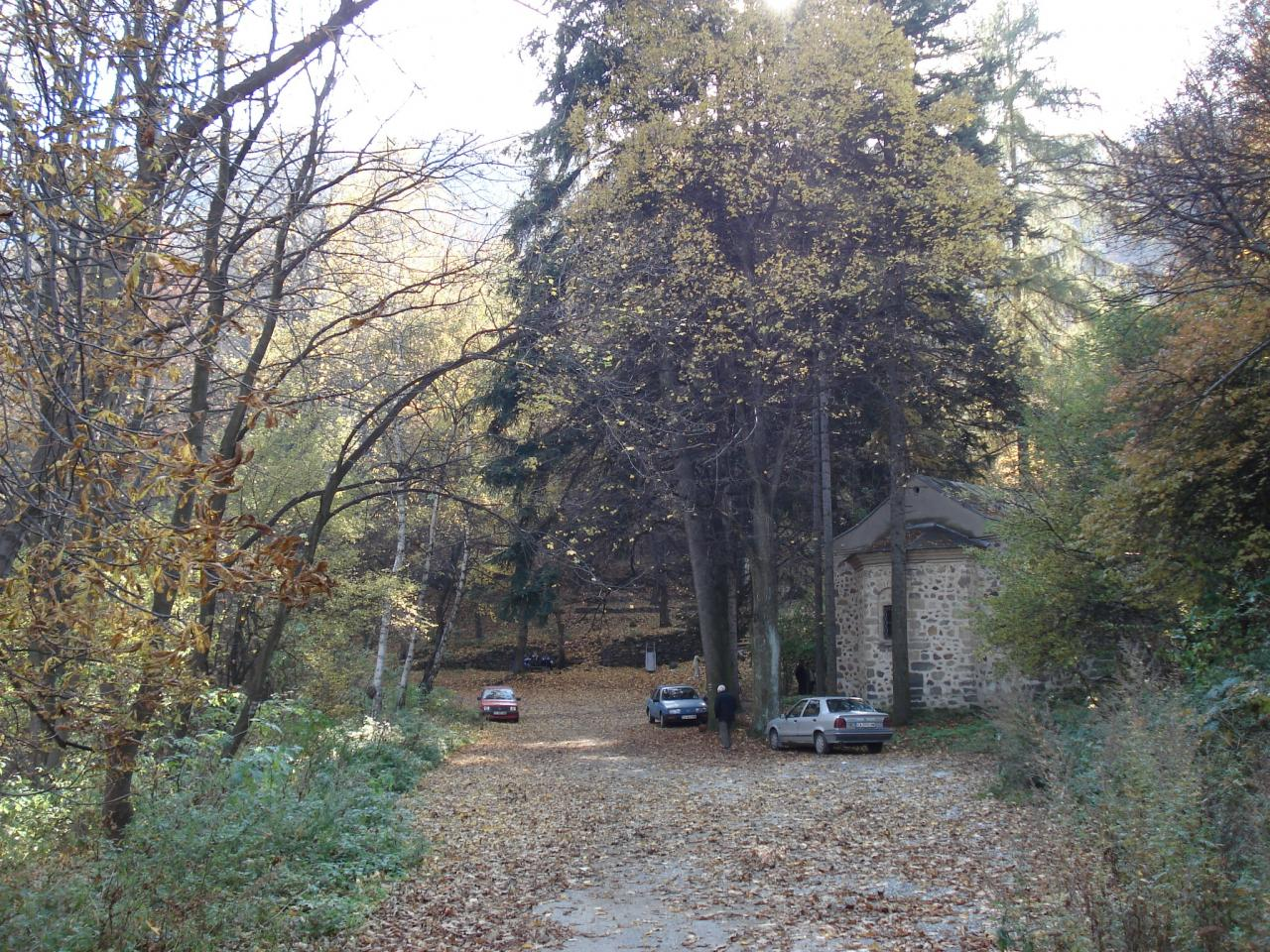
Монастир «Св. св. Кирила і Мефодія»

Хребет гори рівний і плоский, піднімається до висоти 1100—1200 м над рівнем моря, а над ним — округлі вершини. Найвищий вершина -Дупевиця (1255,8 м), розташована в південно — східній частині. Північно-східні схили, що виходять на Софійську котловину, крутіші, ніж на південно- західному схилі, що виходить до Перницької котловини. Бучинський перевал (на південь від міста Банкя) розділяє її на дві частини — більшу, але нижчу північно-західну і меншу, але вищу південно-східну.
Складається з вапняку, туфів, туфітів і андезитів. На хребті гори проходить головний водорозділ Болгарії між водозборами Чорного та Егейського морів. Її південно-західні схили дають початок невеликим правим притокам Струми, а північно-східий схил — лівим притокам Іскиру — річці Суходолська та іншим.
Переважаючий ґрунтовий покрив представлений коричневими і світло-коричневими ґрунтами. Південно-східна частина гори Люлін покрита листяними лісами і луками, а північно-західна вже вирубана.
На горі Люлін мешкає грецька дибка (Saga hellenica). В ущелині річки Владайська над Княжево, в 1938, 1939 і 1940 роках було зафіксовано 6 жіночих особин, правильно визначених лише у 2003 році.

## Поселення
Біля підніжжя гори знаходяться 2 міста і 10 сіл. На північно-східних передгір'ях, на межі з Софійською долиною розташовані південно-західні квартали столиці Софія — Суходол, Горна Баня і Княжево, а на північних передгір'ях — Банкя і села Іваняне, Клісура, Мала Раковиця і Мало-Бучино. На північному заході, у Радуйській сідловині — село Радуй, а на південному сході, у Владайській сідловині — село Владая. У південно-західних передгір'ях розташовані села Големо-Бучино, Дивотино, Драгичево і Люлин.

## Транспорт
Через Бучинський перевал між селами Мало Бучино і Големо Бучино проходить ділянка нещодавно відкритої автомагістралі «Люлин».
На південно-східному підніжжі, через Владайську сідловину, між селом Мирчаєво і кварталом столиці Княжево, протягом 14,7 км проходить ділянка дороги першого класу № 6 Державної автомобільної мережі Гуєшево — Софія — Карлово — Бургас.
Через середню частину гори, від Дивотино до Банкя, протягом 14 км проходить ділянка дороги третього класу № 602 Перник — Банкя — Софія державної автомобільної мережі.
Через дві сідловини, що відокремлюють гору Люлін від сусідніх гір, проходять 2 шляхи залізничних ліній БДЗ: Софія — Перник — Благоєвград — Кулата через Владайську сідловину і Перник — Волуяк через Радуйську сідловину.

## Туризм
Гора Люлін — цікаве місце для походів. Незважаючи на те, що вона набагато менша за популярну сусідню Вітошу, вона пропонує цікаві місця та туристичні пам'ятки, які можна відвідати і переглянути протягом одного дня. Гора досить різноманітна. Північний схил покритий дубовими і буковими лісами, через які зроблено кілька пішохідних стежок. Вони позначені маркуванням для туристів. Південні схили гори обезлісені. Вони покриті трав'яною рослинністю і низькими чагарниками — шипшиною, тощо. Цей схил також значно бідніший водними ресурсами.
Є кілька цікавих варіантів для походів у гори. З урочища «Монастирські поляни» можна відправитися в місто Банкя, Владая або на вершину гори Дупевица та Добринова скала. На південному підніжжі вершини Добринова скеля, у південно-західному напрямку, приблизно за 100 метрів від вершини, є ґрунтова дорога, що веде до притулку «Люлін» від дачної зони «Монастирські поляни».
Є можливість короткої прогулянки по урочищу зоні «Манастирські поляни» до Горнобанського монастиря Кирила і Мефодія, також відомого як «Св. Король». Монастир був заснований у 15 столітті. До монастиря можна дістатися асфальтованою дорогою довжиною 1 км, починаючи від просторої автостоянки дачної зони «Манастирські поляни».
При сходженні на вершину Дупевица є також інші можливості для туризму. Звідти можна йти на захід по хребту гори, до Добринової скелі і по дорозі, що веде до міста Банкя, та спуститися до великої галявини «Люлінов рід», яку можна бачити з Монастирських полян. Ця галявина також відома як Летището, яка використовувалася сільськогосподарською авіацією під час соціалізму. Нижче розташована дорога, яка веде назад до дачної зони «Монастирські поляни», через Горнобанський монастир . У зворотному напрямку той же маршрут веде до міста Банкя. Біля дороги є фонтан і каплиця в лісі. З вершини Дупевиця можна спуститися вздовж північного схилу по стежці в лісі, щоб дістатися до монастиря.
Ще один цікавий маршрут, починаючи з вершини, веде до Владая. Після разгалюження дорога веде до монастиря «Св. Петка». Дорога проходить уздовж красивого березового лісу. Монастир був заснований під час Другої болгарської держави і був відновлений у 20-му столітті, наразі постійно він діючий. Складається з церкви, житлових і промислових будівель і каплиці «Св. Неділя». Церковний іконостас був оголошений пам'ятником культури.
Ще одне цікаве місце на горі — пам'ятник солдату. Він розташований на галявині над резервуаром. До нього можна дістатися ґрунтовою дорогою, що починається з місцевості Кирлежа в Монастирських Полянах. Біля пам'ятника знаходиться фонтан. З цього місця в Монастирських полянах крутий шлях веде до дороги Софія — Перник за (15 хвилин). Шлях проходить через урочище «Черні Кос», а посеред маршруту знаходиться фонтан, до якого можна потрапити по ґрунтовій дорозі. По ній можна дістатися до прекрасної гскелястої місцевості, яку кожен житель або гість столиці бачив, проходячи по шосе від Перника.

## Топографічна карта
- Аркуш карти K-34-47. Масштаб: 1 : 100 000. (рос.) Зазначити дату випуску/стану місцевості.
- Аркуш карти K- Перник. Масштаб: 1 : 100 000. (болг.)